# ブータン・プレミアリーグ
ブータン・プレミアリーグは、ブータンのサッカーリーグの最上位カテゴリ。2012年に「ブータン・ナショナルリーグ」として発足し、2019年から現行名称となる。命名権により「バンクオブブータン・プレミアリーグ」の名称を用いている。優勝クラブにはAFCチャレンジリーグへの出場権が与えられる。

## 開催方式
ブータン・プレミアリーグはホーム・アンド・アウェー2回戦総当たりで開催される。A-ディヴィジョンが国内最上位カテゴリだった時代はチャンリミタン・スタジアムでの集中開催により開催されていたが、首都ティンプー以外の都市をホームタウンとするチームが自都市のスタジアムでホームゲームを開催するようになり、ホーム・アンド・アウェー方式となっている。

## 歴史
ブータンにおけるサッカーのリーグ戦は、1986年に10チームからなるリーグが設立されたものの、その後10年間はほとんど組織化されたサッカーはなかったようである。 1996年から2000年にかけては、何らかの形で組織化されたサッカーが行われていたが、首都ティンプー以外の都市のチームがどの程度関与していたかは不明である。
公式に確認できるトップカテゴリであるA-ディヴィジョンが発足したのは2001年のことである。A-ディヴィジョンはティンプーだけではなくパロのチームも予選トーナメントに参加し、さらには6チームが参加したスーパーリーグ（3チーム総当たり+決勝トーナメント）ではサムツェやチュカのチームも参加するなど全国大会の形を取り、これがそのままブータン最高峰のリーグとして扱われ、優勝クラブにはAFCプレジデンツカップへの出場権が与えられた。 
しかし、ティンプー以外の都市のチームがブータン最高峰のリーグに参加できたのはこの年を最後に途絶えることとなり、2011年には真の全国リーグとして活動するべく、（予選トーナメントを廃止し）総当たり戦のみで行うように変更された。これは2011年には実現せず、2012年にティンプーから3チーム、サムツェ・チュカ・プナカから各1チームの計6チーム総当たりの全国リーグが発足した。2013年にはティンプー以外の都市のチームとして初めてウグエン・アカデミーFCがリーグを制しAFCプレジデンツカップに出場した。
2019年にリーグ構造改革が行われ、トップカテゴリーとして新たに「ブータン・プレミアリーグ」が発足。A-ディヴィジョンは「ブータン・スーパーリーグ」に改められ、ブータン・プレミアリーグの下位ディビジョンとなった。さらにブータン・スーパーリーグは2020年シーズンをもって終了し、ブータン・プレミアリーグの予選トーナメントに置き換えられることになった。

## 所属クラブ（2025年）
- BFFアカデミーU-19
- パロFC
- ロイヤル・ティンプー・カレッジ（英語版）
- サムツェFC（英語版）
- サザンシティ
- テンソンFC（英語版）
- ティンプー・シティFC（英語版）
- トランスポート・ユナイテッドFC（英語版）
- チランFC
- ウグエン・アカデミーFC